# 乔秋生
乔秋生（1962年7月—），河南长葛人，汉族，中华人民共和国政治人物、第十二届全国人民代表大会河南地区代表。

## 生平
毕业于郑州轻工业学院工业企业管理专业。加入中国共产党。担任河南黄河旋风股份公司党委书记、董事长。2008年起担任全国人大代表。2013年，担任全国人大代表。2018年2月24日，当选为第十三届全国人大代表。